# Coquillettia insignis
Coquillettia insignis är en insektsart som beskrevs av Philip Reese Uhler 1890. Coquillettia insignis ingår i släktet Coquillettia och familjen ängsskinnbaggar. Inga underarter finns listade i Catalogue of Life.